# James MacLean
Pour les articles homonymes, voir Maclean.
James Douglas MacLean, dit Doug, (né le 12 avril 1954 à Summerside au Canada) est un entraîneur, directeur général de la LNH et commentateur sportif canadien. Il fut l'entraîneur-chef des Panthers de la Floride, ainsi que le président, directeur général et entraîneur-chef des Blue Jackets de Columbus.

## Carrière
MacLean débute en tant qu'entraîneur à l'Université du Nouveau-Brunswick pour ensuite être nommé entraîneur-adjoint chez les Blues de Saint-Louis et les Capitals de Washington. MacLean atteint les rangs professionnels en 1990, quand il remplace l'entraîneur-chef des Skipjacks de Baltimore, Terry Murray, lui-même promu chez les Capitals en cours de saison.
MacLean travaille pour l'organisation des Red Wings de Détroit de 1990 à 1994. Il est d'abord entraîneur-adjoint de Bryan Murray lors des saisons 1990–1991 et 1991–1992. Au cours des campagnes 1992–1993 et 1993–1994, MacLean agit à titre de directeur général des Red Wings de l'Adirondack de la Ligue américaine de hockey, affiliés au club-mère de Détroit. C'est à cette époque qu'il réussit à soutirer Kris Draper aux Jets de Winnipeg contre des considérations futures qui se révèlent finalement être un seul dollar américain.
MacLean est surtout connu pour avoir mené les Panthers de la Floride, en Finale de la Coupe Stanley 1996, avant de perdre face à l'Avalanche du Colorado. Mais après avoir mené les Panthers en séries éliminatoires lors de deux saisons consécutives (1995–1996 et 1996–1997), MacLean est congédié au début de la saison 1997–1998 alors que le club présente un dossier de 7 victoires pour 12 défaites et 4 matchs nuls.
Quelques mois plus tard, le 11 février 1998, il est engagé par les Blue Jackets comme directeur général, et est nommé président du club le mois suivant. Les Blue Jackets jouent leur premier match lors de la Saison 2000-2001 de la LNH. Le 7 janvier 2003, MacLean congédie l'entraîneur-chef Dave King et prend provisoirement le poste qu'il garde jusqu'au 1er janvier 2004, alors qu'il promeut son assistant Gerard Gallant. Doug MacLean est lui-même congédié à la fin de la saison 2006-2007 de la LNH après un bilan avec les Blue Jackets de 172 victoires, 258 défaites et 62 matchs nuls sous sa direction.
Le Canadien essaie de revenir dans la Ligue nationale de hockey par la suite en s'associant à des groupes qui tentent d'acheter une franchise. Il mène le groupe d'investisseurs Absolute Hockey Enterprises qui s'est entendu pour acheter le Lightning de Tampa Bay en août 2007. Le Lightning annule la vente quelques mois plus tard alors qu'un différend éclate entre les investisseurs d'Absolute Hockey Enterprises qui se montrent incapables de procéder à un paiement initial de cinq millions de dollars américains. Il est également engagé à titre de consultant par Jim Balsillie pour le groupe PSE dans sa tentative d'acheter et de déménager les Coyotes de Phoenix.
En 2008, MacLean et Jack Armstrong animent The Game Plan, un programme de sports, sur une station de radio Torontoise, Sportsnet Radio Fan 590. En septembre 2009, MacLean anime le programme de radio Hockey Central de 13 h à 14 h. En septembre 2010, MacLean, Daren Millard et Nick Kypreos deviennent animateurs de Hockey Central at Noon de la station Fan 590. Il est aussi analyste à Hockey Central sur la chaîne de télé sportive Sportsnet.

## Statistiques en tant qu'entraîneur
| Saison    | Équipe                   | Ligue |    | PJ | V  | D  | N | Pr                                                                 |  | Résultats |
| 1995-1996 | Panthers de la Floride   | LNH   | 82 | 41 | 31 | 10 | - | 3e de la division Atlantique Défaite en finale de la coupe Stanley |  |           |
| 1996-1997 | Panthers de la Floride   | LNH   | 82 | 35 | 28 | 19 | - | 3e de la division Atlantique Éliminé au premier tour des séries    |  |           |
| 1997-1998 | Panthers de la Floride   | LNH   | 23 | 7  | 12 | 4  | - | Licencié en cours de saison                                        |  |           |
| 2002-2003 | Blue Jackets de Columbus | LNH   | 42 | 15 | 22 | 4  | 1 | 5e dans la division Centrale Non qualifié pour les séries          |  |           |
| 2003-2004 | Blue Jackets de Columbus | LNH   | 37 | 9  | 21 | 4  | 3 | Démission en cours de saison                                       |  |           |